# Monopterus albus
Monopterus albus (Zuiew, 1793) é uma espécie de enguia-d'água-doce pertencente à família Synbranchidae, com importância comercial no Sueste Asiático. A espécie é nativa dos pântanos das regiões subtropicais do leste e sueste da Ásia, onde consegue sobreviver em épocas de seca enterrando-se no lodo e respirando ar. É considerada uma espécie invasora na América do Norte, estando naturalizada na Flórida (Everglades), no Hawaii e em diversas outras regiões subtropicais e tropicais.

## Descrição
Monopterus albus é uma espécie de enguia-d'água-doce asiática, de aspecto anguiliforme pertencente à família Synbranchidae. Apesar dos nomes comuns de Monopterus albus incluirem em geral referência a enguia, a espécie não pertence aos grupo das verdadeiras enguias (a ordem Anguilliformes), estando incluída na ordem Synbranchiformes, um agrupamento taxonómico filogeneticamente distante.
A espécie é nativa das águas doces e salobras das zonas pantanosas, rios e lagos das regiões de clima tropical e subtropical da Ásia, mas encontra-se naturalizada na África Ocidental, em algumas ilhas do Pacífico e em diversas regiões das Américas.
A espécie parecer pertencer a um complexo específico já que as populações identificadas na América do Norte como pertencendo a Monopterus albus aparentam pertencer a pelo menos três espécies ou taxa sub-específicos distintos, cada um dos quais com origem em regiões distintas do Sueste Asiático.
Monopterus albus tem um corpo serpentiforme, sem escamas, que em geral na idade adulta mede entre 25 a 40 cm de comprimento, mas que em alguns casos atinge cerca de 1 m de comprimento. Com a conformaçção típica das espécies da família Synbranchidae, apresenta cauda afilada e focinho rombo, e um tronco sem barbatanas peitorais ou pélvicas. As barbatanas dorsal, anal e caudal são rudimentares, com a caudal muitas vezes ausente. Estas barbatanas rudimentares servem para proteger o animal contra o rolamento e como auxiliar em voltas repentinas e paragens. As suas fendas branquiais são fundidas, mas uma guelra em forma de V está localizado abaixo da cabeça. Tal forma evita o fluxo inverso da água. O corpo e cabeça são escuros, com coloração dorsal verde-oliva escuro ou castanho e coloração ventral clara em tons alaranjadados. Esta coloração camufla o predador aquático, no entanto, alguns espécimes são coloridos com manchas amarelas, pretas ou douradas.
A boca é grande e protáctil, com os maxilares superior e inferior providos de dentes pequenos adaptados para comer peixes, vermes, crustáceos e outros pequenos animais aquáticos durante a noite.
M. albus é um predador nocturno, de comportamento evasivo, o que o torna um animal difícil de estudar e cuja história natural é mal conhecida. A sua dieta inclui outros peixes, camarões, lagostins, rãs, ovos de tartarugas e invertebrados aquáticos como vermes e insectos.Ocasionalmente elimenta-se de detritos.
ao contrário do que acontece com as espécies diurnas semelhantes, os traços da história de vida de M. albus, como a sua densidade absoluta e curva de sobrevivência, são difíceis de medir com precisão e podem exigir décadas de dados para detectar tendências, como se depreende da actual falta de dados disponíveis sobre o tópico. Em consequência desta falta de conhecimento do ciclo de vida da espécie, não são conhecidos métodos adequados de controlo da população nas regiões onde é espécie invasora.
M. albus tem motilidade versátil e ainda é capaz de se mover sobre a terra seca em distâncias curtas. Este comportamento é usado para a relocalização de acordo com a disponibilidade de recursos. Na ausência de água e comida, o animal é capaz de sobreviver a longos períodos de seca enterrando-se em buracos que escava na terra húmida. Se a massa de água em que habita deixa de oferecer condições de sobrevivência, M. albus simplesmente arrasta-se para a margem e faz o seu caminho para um habitat mais adequado deslizando sobre a terra de forma semelhante a uma cobra. Estas características aumentar amplamentea sua capacidade de dispersão. A espécie é um predador voraz e pouco selectivo, fazendo dela uma importante ameaça para as espécies nativas de peixes, anfíbios e invertebrados aquáticos.
A curva de sobrevivência de uma espécie ou coorte pode ser calculada pela proporção de indivíduos que sobrevivem em cada escalão etário. Uma curva de sobrevivência do tipo I (fisiológica) caracteriza-se pela alta sobrevivência nas fases inícais da vida, seguida por um rápido declínio na sobrevivência na fase final da vida devido a mudanças fisiológicas. As curvas de sobrevivência do tipo II (ecológicas) apresentam uma taxa de mortalidade constante, independente da idade, devida a ameaças ambientais consistentes. A curva de sobrevivência de M. albus situa-se entre os tipos I e II, ou seja entre as curvas determinadas por factores fisiológicos e as curvas determinadas por factores ecológicos.
A espécie investe muito em cuidados parentais, o que é indicativo de uma estratégia de sobrevivênca de base fisiológica. Os grandes machos constroem ninhos de bolhas na entrada de tocas e protegem os ovos e filhotes. Além disso, as populações da espécie são dependentes da abundância de recursos, tornando a sua sobrevivência parcialmente ecológica. Por causa dos referidos comportamentos, o controlo da espécie nos habitats em que é invasora pode melhor ser alcançada na fase juvenil ou imediatamente após a desova, quando o cuidado parental é mais elevado.